# Les Gaietés de l'exposition
Pour plus de détails, voir Fiche technique et Distribution.
Les Gaietés de l'exposition est un film français réalisé par Ernest Hajos, sorti en 1938.

## Fiche technique
- Réalisation : Ernest Hajos
- Scénario : Michel Deligne
- Dialogue : J.L. Floury
- Décors : Georges Gratigny
- Photographie : Boris Kaufman
- Son : Georges Gérardot
- Musique : Joe Hajos
- Société de production : Productions Barsel
- Production : R. Abeles et E. Margittai
- Pays :  France
- Format : Noir et blanc - 1,37:1 - 35 mm - son mono
- Genre : Comédie
- Durée : 90 minutes
- Date de sortie :
  - France - 18 mai 1938

## Distribution
- Frédéric Duvallès - Perfecto
- Jacqueline Pacaud - Marie
- Julien Carette - Le premier détective
- Myno Burney - Dolorès
- Annie Carriel
- Pauline Carton - La logeuse
- Raymond Cordy - Goléar
- Georges Douking - Le deuxième détective
- Pierre Etchepare -  Le directeur
- Marcel Mouloudji
- Paul Ollivier
- Félix Oudart - Bouvier
- Robert Ralphy
- Nicolas Rimsky
- Pierre Sergeol - Sanders
- Sylvain
- Paul Velsa